# Juan II Ducas de Tesalia
Juan II Ducas, también Ángelo Ducas (en griego: Ιωάννης Β΄ Άγγελος Δούκας, Iōannēs II Angelos Doukas), fue gobernante de Tesalia desde 1303 hasta su muerte en 1318.
Juan II Ángelo Ducas fue el hijo de Constantino Ducas de Tesalia con su esposa Ana Eugionisa. Sucedió en las tierras de su padre como un niño en 1303. Los magnates de Tesalia eligieron al primo de su padre el duque Guido II de la Roche de Atenas como regente, y el duque rápidamente estableció su protectorado sobre Tesalia. Guido era el hijo del duque Guillermo I de la Roche con Helena Comnena, hija de Juan I Ducas de Tesalia.
La elección del duque de Atenas como regente resultó oportuna y fortuita. Ana Cantacucena, la regente de Epiro invadió Tesalia, pero se vio obligada a retirarse por las fuerzas de Guido. Guido resultó ser menos exitoso, sin embargo, en la contención de la Compañía Catalana, que irrumpió en Tesalia en 1306 y procedió a devastar la región por cerca de tres años. En el momento que Guido murió en 1308 Juan acababa de alcanzar la mayoría de edad y resentía el intento del nuevo duque de Atenas, Gualterio V de Brienne, para mantener el protectorado ateniense sobre Tesalia. Para superar la resistencia de Juan, Gualterio contrató a la misma Compañía Catalana, y le encomendó hacer valer su autoridad sobre Tesalia. Los catalanes conquistaron muchas fortalezas, pero insistieron ser colocados como guarnición. Asustado por su desobediencia, Gualterio se volvió contra ellos, pero los catalanes invadieron su ducado en 1310. Cuando las dos fuerzas se enfrentaron, Gualterio fue derrotado y muerto en la batalla del río Cefiso en 1311.
Cuando los catalanes pasaron a Beocia, Ática, y la costa del Golfo de Corinto, Juan II fue capaz de ejercer un mayor control sobre Tesalia. Aquí se encontró con la oposición de los magnates locales, que se habían acostumbrado probablemente a la autoridad central que se había vuelto aún más ineficaz que de costumbre. Juan trató de fortalecer su posición acercándose al Imperio bizantino y casándose con Irene Paleóloga, la hija ilegítima del emperador Andrónico II Paleólogo en 1315. Tal vez en este momento a Juan le fue conferido el título de sebastocrátor. Juan estaba confiado en que los bizantinos le ayudarían contra los catalanes dentro de sus dominios, pero murió en 1318 sin herederos.
A la muerte de Juan II en 1318 la mayoría de Tesalia cayó bajo el control del poderoso magnate Esteban Gabrielópulo, pero las zonas situadas más al sur alrededor de Neopatria fueron capturados por los catalanes, que establecieron allí su propio principado (el ducado de Neopatria).